# 대면 통행

2020년 통행 방향별 국가
⇅ 좌측 통행
⇵ 우측 통행

대면 통행(對面通行, Facing Traffic), 양방 통행(兩方通行, Bidirectional Traffic) 또는 쌍방 통행(雙方通行)은 한 길에서 둘 이상의 통행자가 서로 마주보며 반대 방향으로 갈 수 있는 형태를 말한다. 대면 통행의 반대어는 일방 통행(一方通行, One-Way Traffic)이다.
대면 통행에는 좌측 통행(左側通行, Left-Hand Traffic, LHT)과 우측 통행(右側通行, Right-Hand Traffic, RHT)이라는 두 종류의 원칙이 있는데, 둘 중 어느 것을 따르는지에 대한 여부는 각 나라마다 다르다. 통계상 전 세계 인구의 66% (2/3)가 우측 통행을, 34% (1/3)가 좌측 통행을 따르는 나라에서 살고 있으며, 전 세계에 존재하는 모든 도로의 길이를 합쳤을 때는 72% (3/4) 가 우측 통행을, 28% (1/4)가 좌측 통행을 따른다고 나와 있다.

## 한국

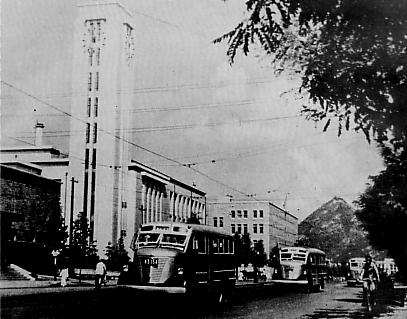
좌측 통행의 원칙을 따랐던 일제강점기 조선 경성부의 차도.

한국은 대한제국 때 우측 통행의 원칙을 따랐다가 일제강점기 때 좌측 통행의 원칙을 따랐었다. 제2차 세계 대전이 끝난 뒤 대한민국과 조선민주주의인민공화국이 따로 국가를 건설하면서 두 나라 모두 우측 통행의 원칙으로 변경을 하였는데, 이것은 남과 북이 각각 미국과 소련의 영향력 아래에 있었기 때문이다.

### 대한민국

우측 통행의 원칙을 따르는 대한민국의 차도. 서울특별시의 동부간선도로.

#### 2009년 법 개정
대한민국에서 그동안 차량 도로는 미국식인 우측 통행의 원칙을 따랐었고, 보행 도로는 일본식인 좌측 통행의 원칙을 따랐었다. 이와 같은 사회 규칙의 혼선으로 인해 사회적 논란이 계속 일어 왔었고, 그러다 2009년 10월 1일에 법 개정을 통하여 모든 도로가 우측 통행의 원칙을 따르는 것으로 통일했다.
원래는 보행도로에 대한 규정은 없었고, 예전에 보행자와 차량이 같이 움직이는 도로(보도와 차도의 구분이 없는 도로)에서는 보행자는 왼쪽, 차량은 오른쪽으로 움직인다고 규정되어 있었다.
흔히 인용되는 우리나라는 전통적으로 우측통행이었다는 부분도 보행도로에서의 규칙이 아니라, 보행자와 우마차가 같이 다니는 도로의 경우로 볼 수 있다.

2010년 7월 1일부로 전부 우측 통행으로 변경되어 우측 통행이 실시되었다.

## 영국
좌측 통행 국가의 원조인 영국은 마차들이 좌측 통행을 했던 것이 시초이다. 마차가 우측 통행을 하면 오른손의 채찍이 인도쪽을 향하게 되므로 보행자가 다칠 수 있다. 하지만 마차가 좌측 통행을 하면 채찍이 중앙선을 향하게 되어 보행자가 다치지 않게 된다. 이러한 이유로 영국의 마차는 좌측 통행을 실시 하게 되었다.

## 일본
일본은 원래부터 좌측 통행을 원칙으로 정하고 있다. 그러나 오키나와가 미국 식민지 시절 잠시 우측통행을 하였으나 오키나와가 1972년 미국으로부터 반환한 후 6년간의 유예 기간을 거쳐 1978년 7월 30일부로 좌측 통행으로 변경하였다.

## 스웨덴
스웨덴은 원래부터 좌측 통행을 원칙으로 하였으나 이웃 주변 국가인 핀란드, 노르웨이 경계 지점에서 서로 충돌사고가 일어나는 부작용이 있어 300여년간 꾸준히 지켜 오던 좌측 통행이 1967년 9월 3일을 기해 우측 통행으로 전환하였다.

## 아이슬란드
아이슬란드는 원래부터 좌측 통행을 원칙으로 정하였으나 1968년 5월 26일 오전 6시를 기해 우측 통행으로 전환하였다.

## 나라별 차량 통행 방향[9]
| 국가                             | 구분     | 통행 방향 |
| -------------------------------- | -------- | --------- |
| 가나                             | 독립국   | 우측      |
| 가봉                             | 독립국   | 우측      |
| 가이아나                         | 독립국   | 좌측      |
| 감비아                           | 독립국   | 우측      |
| 건지섬                           | 속령     | 좌측      |
| 과들루프                         | 속령     | 우측      |
| 과테말라                         | 독립국   | 우측      |
| 괌                               | 속령     | 우측      |
| 그레나다                         | 독립국   | 좌측      |
| 그리스                           | 독립국   | 우측      |
| 그린란드                         | 속령     | 우측      |
| 기니                             | 독립국   | 우측      |
| 기니비사우                       | 독립국   | 우측      |
| 나미비아                         | 독립국   | 좌측      |
| 나우루                           | 독립국   | 좌측      |
| 나이지리아                       | 독립국   | 우측      |
| 남수단                           | 독립국   | 우측      |
| 남아프리카 공화국                | 독립국   | 좌측      |
| 남오세티야                       | 미승인국 | 우측      |
| 네덜란드                         | 독립국   | 우측      |
| 네팔                             | 독립국   | 좌측      |
| 노르웨이                         | 독립국   | 우측      |
| 노퍽섬                           | 속령     | 좌측      |
| 누벨칼레도니                     | 속령     | 우측      |
| 뉴질랜드                         | 독립국   | 좌측      |
| 니우에                           | 속령     | 좌측      |
| 니제르                           | 독립국   | 우측      |
| 니카라과                         | 독립국   | 우측      |
| 대한민국                         | 독립국   | 우측      |
| 덴마크                           | 독립국   | 우측      |
| 도미니카 공화국                  | 독립국   | 우측      |
| 도미니카 연방                    | 독립국   | 좌측      |
| 독일                             | 독립국   | 우측      |
| 동티모르                         | 독립국   | 좌측      |
| 라오스                           | 독립국   | 우측      |
| 라이베리아                       | 독립국   | 우측      |
| 라트비아                         | 독립국   | 우측      |
| 러시아                           | 독립국   | 우측      |
| 레바논                           | 독립국   | 우측      |
| 레소토                           | 독립국   | 좌측      |
| 레위니옹                         | 속령     | 우측      |
| 루마니아                         | 독립국   | 우측      |
| 룩셈부르크                       | 독립국   | 우측      |
| 르완다                           | 독립국   | 우측      |
| 리비아                           | 독립국   | 우측      |
| 리투아니아                       | 독립국   | 우측      |
| 리히텐슈타인                     | 독립국   | 우측      |
| 마다가스카르                     | 독립국   | 우측      |
| 마르티니크                       | 속령     | 우측      |
| 마셜 제도                        | 독립국   | 우측      |
| 마요트                           | 속령     | 우측      |
| 마카오                           | 속령     | 좌측      |
| 말라위                           | 독립국   | 좌측      |
| 말레이시아                       | 독립국   | 좌측      |
| 말리                             | 독립국   | 우측      |
| 맨섬                             | 속령     | 좌측      |
| 멕시코                           | 독립국   | 우측      |
| 모나코                           | 독립국   | 우측      |
| 모로코                           | 독립국   | 우측      |
| 모리셔스                         | 독립국   | 좌측      |
| 모리타니                         | 독립국   | 우측      |
| 모잠비크                         | 독립국   | 좌측      |
| 몬테네그로                       | 독립국   | 우측      |
| 몬트세랫                         | 속령     | 좌측      |
| 몰도바                           | 독립국   | 우측      |
| 몰디브                           | 독립국   | 좌측      |
| 몰타                             | 독립국   | 좌측      |
| 몽골                             | 독립국   | 우측      |
| 미국                             | 독립국   | 우측      |
| 미국령 버진아일랜드              | 속령     | 좌측      |
| 미얀마                           | 독립국   | 우측      |
| 미크로네시아 연방                | 독립국   | 우측      |
| 바누아투                         | 독립국   | 우측      |
| 바레인                           | 독립국   | 우측      |
| 바베이도스                       | 독립국   | 좌측      |
| 바티칸 시국                      | 독립국   | 우측      |
| 바하마                           | 독립국   | 좌측      |
| 방글라데시                       | 독립국   | 좌측      |
| 버뮤다                           | 속령     | 좌측      |
| 베냉                             | 독립국   | 우측      |
| 베네수엘라                       | 독립국   | 우측      |
| 베트남                           | 독립국   | 우측      |
| 벨기에                           | 독립국   | 우측      |
| 벨라루스                         | 독립국   | 우측      |
| 벨리즈                           | 독립국   | 우측      |
| 보네르섬                         | 속령     | 우측      |
| 보스니아 헤르체고비나            | 독립국   | 우측      |
| 보츠와나                         | 독립국   | 좌측      |
| 볼리비아                         | 독립국   | 우측      |
| 부룬디                           | 독립국   | 우측      |
| 부르키나파소                     | 독립국   | 우측      |
| 부탄                             | 독립국   | 좌측      |
| 북마리아나 제도                  | 속령     | 우측      |
| 북마케도니아                     | 독립국   | 우측      |
| 북키프로스                       | 미승인국 | 좌측      |
| 불가리아                         | 독립국   | 우측      |
| 브라질                           | 독립국   | 우측      |
| 브루나이                         | 독립국   | 좌측      |
| 사모아                           | 독립국   | 좌측      |
| 사우디아라비아                   | 독립국   | 우측      |
| 사우스조지아 사우스샌드위치 제도 | 속령     | 좌측      |
| 산마리노                         | 독립국   | 우측      |
| 상투메 프린시페                  | 독립국   | 우측      |
| 생마르탱                         | 속령     | 우측      |
| 생바르텔레미                     | 속령     | 우측      |
| 서사하라                         | 미승인국 | 우측      |
| 세네갈                           | 독립국   | 우측      |
| 세르비아                         | 독립국   | 우측      |
| 세이셸                           | 독립국   | 좌측      |
| 세인트루시아                     | 독립국   | 좌측      |
| 세인트빈센트 그레나딘            | 독립국   | 좌측      |
| 세인트키츠 네비스                | 독립국   | 좌측      |
| 세인트헬레나                     | 속령     | 좌측      |
| 소말리아                         | 독립국   | 우측      |
| 솔로몬 제도                      | 독립국   | 좌측      |
| 수단                             | 독립국   | 우측      |
| 수리남                           | 독립국   | 좌측      |
| 스리랑카                         | 독립국   | 좌측      |
| 스발바르 제도                    | 속령     | 우측      |
| 스웨덴                           | 독립국   | 우측      |
| 스위스                           | 독립국   | 우측      |
| 스페인                           | 독립국   | 우측      |
| 슬로바키아                       | 독립국   | 우측      |
| 슬로베니아                       | 독립국   | 우측      |
| 시리아                           | 독립국   | 우측      |
| 시에라리온                       | 독립국   | 우측      |
| 신트마르턴                       | 속령     | 우측      |
| 신트외스타티위스섬               | 속령     | 우측      |
| 싱가포르                         | 독립국   | 좌측      |
| 아랍에미리트                     | 독립국   | 우측      |
| 아루바                           | 속령     | 우측      |
| 아르메니아                       | 독립국   | 우측      |
| 아르차흐 공화국                  | 미승인국 | 우측      |
| 아르헨티나                       | 독립국   | 우측      |
| 아메리칸사모아                   | 속령     | 우측      |
| 아이슬란드                       | 독립국   | 우측      |
| 아이티                           | 독립국   | 우측      |
| 아일랜드                         | 독립국   | 좌측      |
| 아제르바이잔                     | 독립국   | 우측      |
| 아프가니스탄                     | 독립국   | 우측      |
| 안도라                           | 독립국   | 우측      |
| 알바니아                         | 독립국   | 우측      |
| 알제리                           | 독립국   | 우측      |
| 압하지야                         | 미승인국 | 우측      |
| 앙골라                           | 독립국   | 우측      |
| 앤티가 바부다                    | 독립국   | 좌측      |
| 앵귈라                           | 속령     | 좌측      |
| 어센션섬                         | 속령     | 좌측      |
| 에리트레아                       | 독립국   | 우측      |
| 에스와티니                       | 독립국   | 좌측      |
| 에스토니아                       | 독립국   | 우측      |
| 에콰도르                         | 독립국   | 우측      |
| 에티오피아                       | 독립국   | 우측      |
| 엘살바도르                       | 독립국   | 우측      |
| 영국                             | 독립국   | 좌측      |
| 영국령 버진아일랜드              | 속령     | 좌측      |
| 예멘                             | 독립국   | 우측      |
| 오만                             | 독립국   | 우측      |
| 오스트레일리아                   | 독립국   | 좌측      |
| 오스트리아                       | 독립국   | 우측      |
| 온두라스                         | 독립국   | 우측      |
| 왈리스 푸투나                    | 속령     | 우측      |
| 요르단                           | 독립국   | 우측      |
| 우간다                           | 독립국   | 좌측      |
| 우루과이                         | 독립국   | 우측      |
| 우즈베키스탄                     | 독립국   | 우측      |
| 우크라이나                       | 독립국   | 우측      |
| 이라크                           | 독립국   | 우측      |
| 이란                             | 독립국   | 우측      |
| 이스라엘                         | 독립국   | 우측      |
| 이집트                           | 독립국   | 우측      |
| 이탈리아                         | 독립국   | 우측      |
| 인도                             | 독립국   | 좌측      |
| 인도네시아                       | 독립국   | 좌측      |
| 일본                             | 독립국   | 좌측      |
| 자메이카                         | 독립국   | 좌측      |
| 잠비아                           | 독립국   | 좌측      |
| 저지섬                           | 속령     | 좌측      |
| 적도 기니                        | 독립국   | 우측      |
| 조선민주주의인민공화국           | 독립국   | 우측      |
| 조지아                           | 독립국   | 우측      |
| 중앙아프리카 공화국              | 독립국   | 우측      |
| 중화민국                         | 미승인국 | 우측      |
| 중화인민공화국                   | 독립국   | 우측      |
| 지부티                           | 독립국   | 우측      |
| 지브롤터                         | 속령     | 우측      |
| 짐바브웨                         | 독립국   | 좌측      |
| 차드                             | 독립국   | 우측      |
| 체코                             | 독립국   | 우측      |
| 칠레                             | 독립국   | 우측      |
| 카메룬                           | 독립국   | 우측      |
| 카보베르데                       | 독립국   | 우측      |
| 카자흐스탄                       | 독립국   | 우측      |
| 카타르                           | 독립국   | 우측      |
| 캄보디아                         | 독립국   | 우측      |
| 캐나다                           | 독립국   | 우측      |
| 케냐                             | 독립국   | 좌측      |
| 케이맨 제도                      | 속령     | 좌측      |
| 코모로                           | 독립국   | 우측      |
| 코소보                           | 미승인국 | 우측      |
| 코스타리카                       | 독립국   | 우측      |
| 코코스 제도                      | 속령     | 좌측      |
| 코트디부아르                     | 독립국   | 우측      |
| 콜롬비아                         | 독립국   | 우측      |
| 콩고 공화국                      | 독립국   | 우측      |
| 콩고 민주 공화국                 | 독립국   | 우측      |
| 쿠바                             | 독립국   | 우측      |
| 쿠웨이트                         | 독립국   | 우측      |
| 쿡 제도                          | 속령     | 좌측      |
| 퀴라소                           | 속령     | 우측      |
| 크로아티아                       | 독립국   | 우측      |
| 크리스마스섬                     | 속령     | 좌측      |
| 크림반도                         | 미승인국 | 우측      |
| 키르기스스탄                     | 독립국   | 우측      |
| 키리바시                         | 독립국   | 좌측      |
| 키프로스                         | 독립국   | 좌측      |
| 타지키스탄                       | 독립국   | 우측      |
| 탄자니아                         | 독립국   | 좌측      |
| 태국                             | 독립국   | 좌측      |
| 터크스 케이커스 제도             | 속령     | 좌측      |
| 토고                             | 독립국   | 우측      |
| 토켈라우                         | 속령     | 좌측      |
| 통가                             | 독립국   | 좌측      |
| 투르크메니스탄                   | 독립국   | 우측      |
| 투발루                           | 독립국   | 좌측      |
| 튀니지                           | 독립국   | 우측      |
| 튀르키예                         | 독립국   | 우측      |
| 트란스니스트리아                 | 미승인국 | 우측      |
| 트리니다드 토바고                | 독립국   | 좌측      |
| 트리스탄다쿠냐                   | 속령     | 좌측      |
| 파나마                           | 독립국   | 우측      |
| 파라과이                         | 독립국   | 우측      |
| 파키스탄                         | 독립국   | 좌측      |
| 파푸아뉴기니                     | 독립국   | 좌측      |
| 팔라우                           | 독립국   | 우측      |
| 팔레스타인                       | 독립국   | 우측      |
| 페로 제도                        | 속령     | 우측      |
| 페루                             | 독립국   | 우측      |
| 포르투갈                         | 독립국   | 우측      |
| 포클랜드 제도                    | 속령     | 좌측      |
| 폴란드                           | 독립국   | 우측      |
| 푸에르토리코                     | 속령     | 우측      |
| 프랑스                           | 독립국   | 우측      |
| 프랑스령 기아나                  | 속령     | 우측      |
| 프랑스령 폴리네시아              | 속령     | 우측      |
| 피지                             | 독립국   | 좌측      |
| 핀란드                           | 독립국   | 우측      |
| 필리핀                           | 독립국   | 우측      |
| 핏케언 제도                      | 속령     | 좌측      |
| 허드 맥도널드 제도               | 속령     | 좌측      |
| 헝가리                           | 독립국   | 우측      |
| 홍콩                             | 속령     | 좌측      |

## 국가별로 다른 차량 통행 방향에 대한 오해
- 섬나라인  영국, 뉴질랜드, 인도네시아 등이 좌측 통행을 하고 있다는 점으로 인해 ‘섬나라는 모두 좌측 통행을 한다’는 잘못된 상식이 퍼져 있다. 실제로는 대륙에 위치해 있음에도 좌측 통행을 하는 나라(타이, 인도, 남아프리카 공화국, 홍콩 등)가 있고, 반대로 섬나라임에도 우측 통행을 하는 나라(마다가스카르, 아이슬란드, 필리핀, 쿠바, 중화민국 등)도 있다.
- 군주제인 영국이 대표적으로 좌측 통행을 하고 있다는 점으로 인해 ‘군주제 국가들은 모두 좌측 통행을 하고 공화제 국가들은 모두 우측 통행을 한다’는 이야기가 있으나 전혀 근거없는 낭설이다. 실제로는 군주국임에도 우측 통행을 하는 나라(스페인, 덴마크, 모로코, 사우디아라비아 등)가 있고, 반대로 공화제임에도 좌측 통행을 하는 나라(아일랜드, 남아프리카 공화국 등)도 있다.
- ‘영연방 국가들은 모두 좌측 통행을 한다’는 상식 역시 잘못된 상식이다. 실제로 영연방 회원국 중에서도 나이지리아나 캐나다 등은 영국 외 다른 영연방 국가들과 마찬가지로 좌측 통행을 했다가 현재는 우측 통행을 하고 있다.

## 통행 방향에 따른 운전석의 위치

운전석의 위치가 다른 차량의 운행 합법 여부
불법
운행은 합법이나 등록은 불법 또는 알 수 없음
운행은 합법이나 등록은 무역 등 특수한 용도에 한해 합법, 그 외의 경우 불법이거나 알 수 없음
합법
자료 없음

우측 통행을 하는 나라에서는 운전대와 운전석이 좌측에 있으며, 좌측 통행을 하는 나라에서는 운전대와 운전석이 우측에 있다. 이는 중앙선과 운전자의 거리를 가깝게 하여 시야 확보에 용이하기 때문이다. 대한민국, 미국, 캐나다, 영국, 호주, 러시아, 일본 등에서는 운전석의 위치가 달라도 운전석의 위치가 다른 차량을 운행하는 것은 불법이 아니나, 그리스, 사우디아라비아, 아르메니아, 시에라리온, 중화민국, 필리핀 등에서는 운전석의 위치가 다른 차량을 운행할 경우 불법이다.

## 같이 보기
- 고속도로의 모터사이클 통행 기준
- 훅턴